# Bugthorpe
Bugthorpe is een civil parish in het bestuurlijke gebied East Riding of Yorkshire, in het Engelse graafschap East Riding of Yorkshire met 103 inwoners.

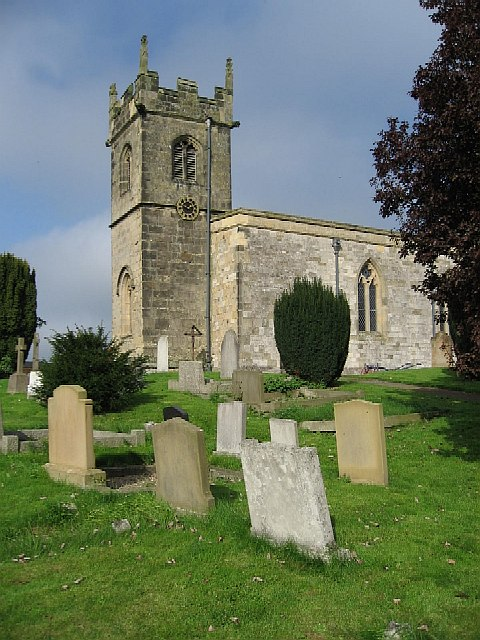
Parochiekerk van St. Andrew